# Zapora (film)
Zapora – polski film dokumentalny z 2016 roku w reżyserii Konrada Starczewskiego, wyprodukowany przez Instytut Pamięci Narodowej.
Film jest poświęcony mjr. Hieronimowi Dekutowskiemu ps. „Zapora”. W głównej mierze jest zapisem wspomnień żołnierzy majora, jego kolegów, przyjaciół oraz krewnych. Te materiały są zilustrowane licznymi zdjęcia, dokumentami oraz animacjami omawiającymi najważniejsze działania zbrojne oddziału Hieronima Dekutowskiego.
W 2016 r. na Ogólnopolskim Festiwalu Filmowym „Niepokorni, Niezłomni, Wyklęci” w Gdyni film otrzymał wyróżnienie im. Janusza Krupskiego.